# Pentium M
Pentium M — це процесор з архітектурою x86 розроблений і вироблений компанією Intel і призначений для використання в платформі Intel Centrino. Процесор спочатку розроблявся для використання в мобільних комп'ютерах, про що говорить буква «M», mobile. Перед офіційним представленням широкій публіці він носив кодове ім'я «Banias». Представлений у березні 2003 року.
Pentium M являє собою нову і радикальну відправну точку Intel, він не є доопрацьованою, з метою зниження споживання енергії, версією процесора для настільного комп'ютера Pentium 4, а являє собою дуже сильно доопрацьовану версію процесора Pentium III на ядрі Tualatin, який, у свою чергу, базувався на дизайні ядра Pentium Pro. Він спеціально оптимізований з метою збільшення енергетичної ефективності, життєво необхідної характеристики для продовження часу роботи мобільних комп'ютерів від батареї. Працюючи з дуже малим середнім споживанням енергії і, відповідно, малим тепловиділенням, в порівнянні з настільними процесорами, Pentium M також працює і на малих тактових частотах, але з порівнянною продуктивністю. Наприклад, Pentium M, що працює на частоті 1,6 ГГц показує середню продуктивність, порівнянну з 2,4 ГГц Pentium 4 на ядрі Northwood без технології Hyper-threading.

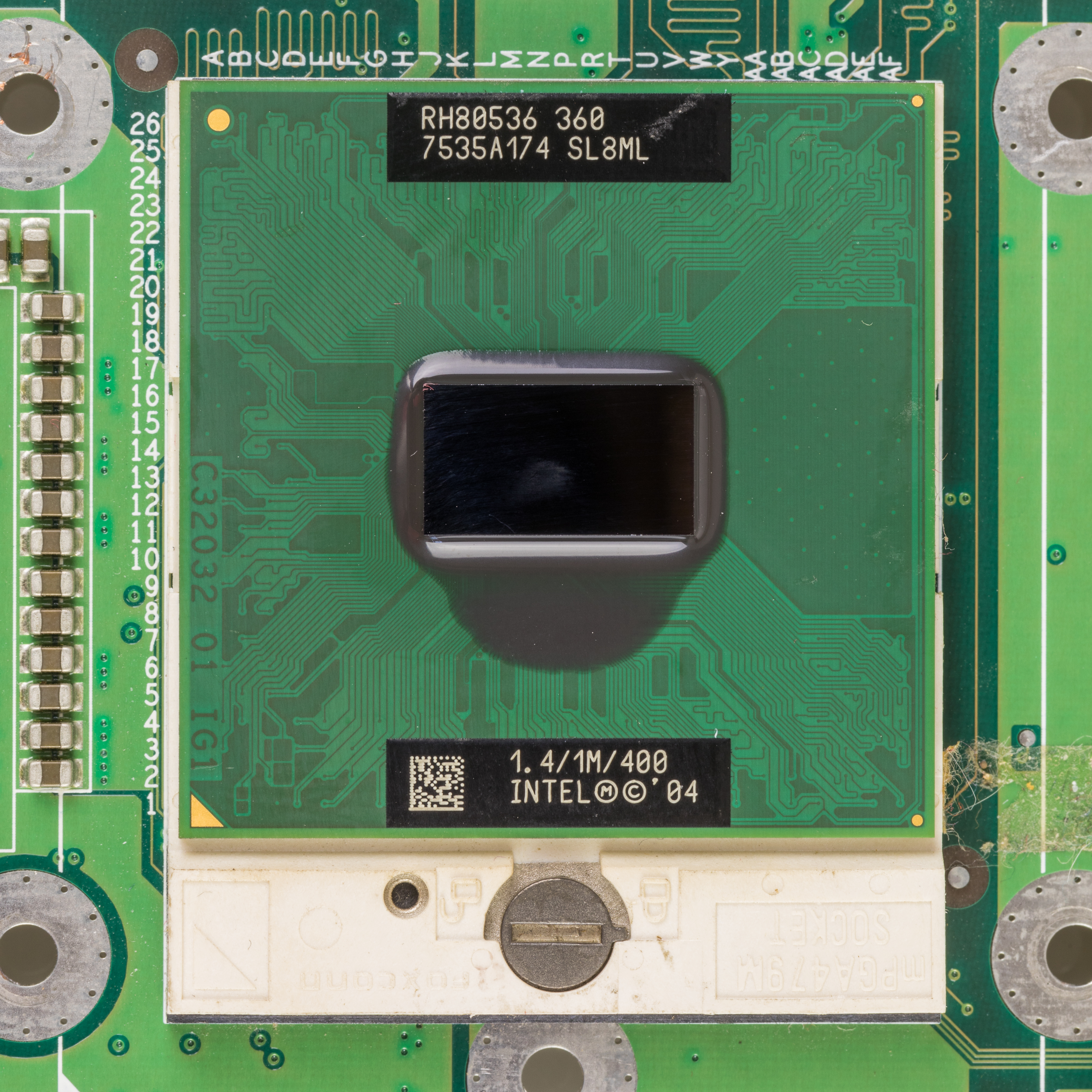
Pentium M 630 core Dothan

## Особливості
Процесор являє собою обчислювальне ядро від Pentium III, системну шину, сумісну з Pentium 4, вдосконалені інструкції декодування/видачі, покращений блок пророкування переходів, підтримку SSE2 і великий кеш. Використовується також новітній метод відключення невикористовуваних енергоємних блоків кешу. Інші методи енергозбереження включають в себе динамічну зміну частоти і напруги ядра, всі Pentium M зменшують свою тактову частоту, якщо система простоює, з метою збереження енергії. Остання інновація в даній області — технологія SpeedStep 3 з розширеною кількістю робочих точок у порівнянні з попередніми версіями SpeedStep. З цією технологією 1,6 ГГц Pentium M здатний ефективно вибирати свою частоту залежно від навантаження і виставляти 600 МГц, 800 МГц, 1000 МГц, 1200 МГц, 1400 МГц і 1600 МГц. Це та інші видатні властивості Pentium M дозволили домогтися екстремально низького енергоспоживання, що варіюється від 5 Вт до 27 Вт при повному навантаженні. Ці властивості сильно затребувані виробниками мобільних комп'ютерів і дозволяють використовувати Pentium M в тонких, легких і маленьких ноутбуках.
Хоча Intel позиціонує Pentium M виключно як мобільний продукт, виробники материнських плат, такі як AOpen, DFI і MSI мають у своєму асортименті Pentium M сумісні материнські плати для ентузіастів, домашніх розважальних центрів, робочих станцій і серверних додатків. А завдяки адаптеру CT-479, розробленим компанією ASUS, можливо використовувати всі процесори Pentium M в материнських платах цієї компанії розроблених для процесорів Socket 478 Pentium 4. Компанія Shuttle Inc. запропонувала компактний настільний комп'ютер на процесорі Pentium M, що позиціонується як дуже тихий, що споживає мінімум енергії і займає мало місця.
Процесори Pentium M отримали широке поширення в індустрії вбудованих систем. Низьке споживання Pentium M дозволяє будувати безвентиляторні і високоінтегровані вбудовані комп'ютери, такі як «Midget» компанії Toradex.

## Banias
Перший Pentium M, який носив кодове ім'я Banias без номерів моделей, або модельний номер 705, проводився з використанням 130 нм техпроцесу, мав частоти від 1.3 ГГц до 1.7 ГГц, використовував системну шину з пропускною здатністю 400 Мб/с і кеш 2-го рівня розміром 1 МБ. Процесор має середнє тепловиділення (Thermal Design Power) 24 Вт.

## Dothan

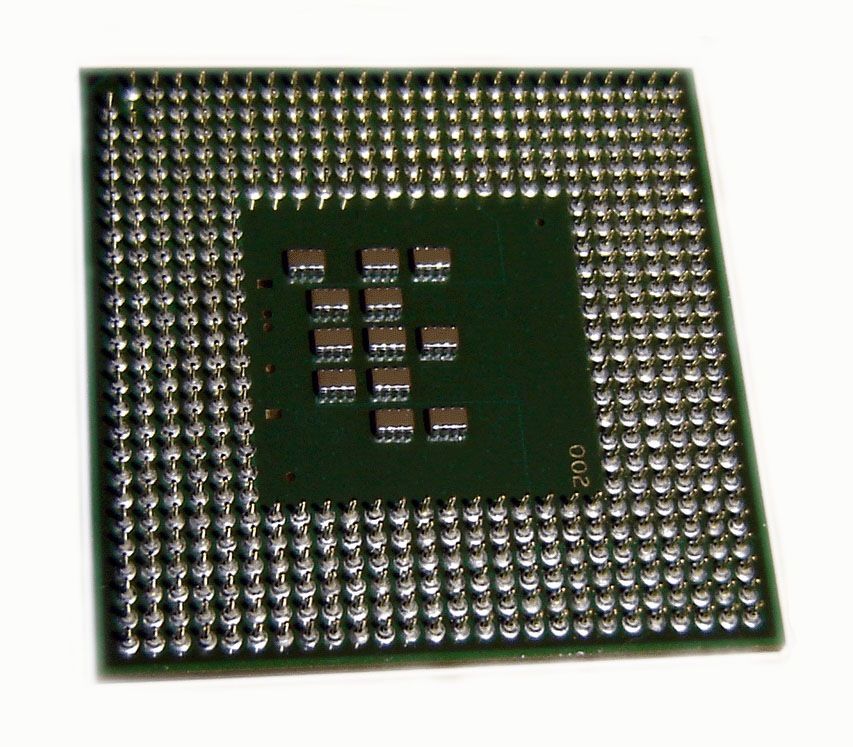
Pentium M 730 core Dothan backside

Intel представив покращений Pentium M, також відомий як Dothan, 10 травня 2004 року. Процесор Dothan Pentium M є першим процесором Intel, для ідентифікації якого використовувався так званий «процесорний номер», який є кращим, ніж стандартний, заснований на значеннях тактових частот. Старші версії були відомі як Pentium M 715 (1,5 ГГц), 725 (1,6 ГГц), 735 (1,7 ГГц), 745 (1,8 ГГц), 755 (2,0 ГГц) і 765 (2 , 1 ГГц).
Ця (700-а) серія процесорів Pentium M зберегла базовий дизайн оригінального Pentium M, але при цьому здійснювалася з використанням техпроцесу 90 нм, із збільшеним вдвічі кешем. Розмір ядра становив 84 мм² зберігаючи близькість з оригінальним Pentium M, кристал 700-го містив ~ 140 мільйонів транзисторів, в основному за рахунок введення величезного 2 МБ кешу. Тепловиділення також зменшилося до 21 Вт (проти 24 Вт у Banias), незважаючи на ненабагато нижчі частоти. Велика кількість тестових лабораторій, тестувавших Dothan, дійшли висновку, що системи, побудовані на Banias і Dothan мають схожий час життя від батарей.
Станом на червень 2005 сімейство процесорів Pentium M містило процесори з тактовою частотою від 1 ГГц до 2,26 ГГц. Моделі з низькими частотами були низьковольтними (англ. low voltage) і понаднизьковольтним (англ. ultra-low voltage), що забезпечувало мінімальне тепловиділення, а значить і великий час життя від батарей. Моделі 718 (1,3 ГГц), 738 (1,4 ГГц) і 758 (1,5 ГГц) були низьковольтними (1,116 В) з тепловиділенням 10 Вт Моделі 723 (1,0 ГГц), 733 (1,1 ГГц) і 753 (1,2 ГГц) були наднизьковольтними (0,940 В) з тепловиділенням 5 Вт.
Ревізія ядра Dothan була представлена в першому кварталі 2005 року одночасно з набором системної логіки Sonoma і підтримує системну шину 533 Мб/с і XD (реалізації технології NX bit від компанії Intel). Ця лінійка включала моделі 730 (1,6 ГГц), 740 (1,73 ГГц), 750 (1,86 ГГц), 760 (2,0 ГГц) і 770 (2,13 ГГц). Ці моделі мали середню тепловиділення 27 Вт і 2 МБ кеш 2-го рівня.
У липні 2005 року Intel також представив 2 нові моделі: 780 (2,26 ГГц) і низьковольтну 778 (1,60 ГГц).

## Core Solo і Core Duo
Наступне покоління процесорів, що використовує мікроархітектуру Pentium M, кодове ім'я Yonah, які представлені під новою торговою маркою Intel Core, були Core Solo і Core Duo.